# Dombeya
Dombeya es un género de plantas fanerógamas perteneciente a la familia Malvaceae con 398 especies.  Es originario de Centroamérica, África tropical y Madagascar. 

## Taxonomía
Fue descrito por Antonio José de Cavanilles y publicado en Monadelphiae Classis Dissertationes Decem 2: [App. 1], en 1786.
Etimología
Dombeya: nombre genérico que fue nombrado por Joseph Dombey (1742-1794), un botánico y explorador francés en América del Sur, que participó en la Expedición Botánica al Virreinato del Perú (1777-1788), la cual abandonó por discrepancias con su director Hipólito Ruiz y embrolló a los científicos y los gobiernos de Francia, España e Inglaterra durante más de dos años.

## Especies seleccionadas
- Dombeya acerifolia
- Dombeya acuminatissima
- Dombeya acutangula
- Dombeya aethiopica
- Dombeya alascha
- Dombeya albiflora
- Dombeya albisquama
- Dombeya albotomentosa
- Dombeya alleizettei
- Dombeya amaniensis
- Dombeya ambalabeensis
- Dombeya ambatosoratrensis
- Dombeya ambohitrensis
- Dombeya amaniensis
- Dombeya autumnalis I.Verd.
- Dombeya blattiolens Frapp.
- Dombeya boehmiana (= Vincentia boehmiana (F.Hoffm.) Burret)
- Dombeya burgessiae Gerr. ex Harv. (= D. greenwayi Wild, D. mastersii Hook.f., D. parvifolia K.Schum., D. rosea E.G.Baker, D. tanganyikensis Baker)
- Dombeya cacuminum Hochr.
- Dombeya ciliata Cordem.
- Dombeya coria Baill.
- Dombeya cymosa Harv.
- Dombeya decanthera Cav. (= D. bojeriana Baill., Melhania decanthera (Cav.) DC)
- Dombeya delislei Arènes
- Dombeya elegans Cordem. – sometimes included in D. burgessiae
- Dombeya ferruginea Cav. (= Pentapetes ferruginea Poir.)
  - Dombeya ferruginea ssp. borbonica F.Friedmann
  - Dombeya ferruginea ssp. ferruginea
- Dombeya ficulnea Baill.  – sometimes erroneously included in D. punctata[3]
- Dombeya glandulosissima Arènes
- Dombeya kirkii Mast.
- Dombeya laurifolia (Bojer) Baill. (= D. parkeri Baill., D. valimpony R.Vig. & Humbert, D. valimpony f. obovalopsis Hochr., Melhania laurifolia Bojer)
- Dombeya leandrii Arènes
- Dombeya ledermannii
- Dombeya longebracteolata
- Dombeya macrantha Baker
- Dombeya mauritiana F.Friedmann
- Dombeya montana (Hochr.) Arènes (= D. acerifolia var. montana Hochr.)
- Dombeya natalensis Sond.
- Dombeya palmatisecta Hochr.
- Dombeya pilosa Cordem.
- Dombeya populnea Baill. (= Pentapetes populnea Poir.)
- Dombeya pulchra N.E.Br.
- Dombeya punctata Cav. (= D. lancea Cordem., D. pervillei Baill., Pentapetes punctata Poir.)
- Dombeya reclinata Cordem.
- Dombeya rodriguesiana F.Friedmann
- Dombeya rottleroides Baill.
- Dombeya rotundifolia Planch. –  "South African Wild Pear"
- Dombeya shupangae K.Schum.
- Dombeya spectabilis Bojer (= D. chapelieri Baill., D. humblotii Baill., D. lantziana Baill., D. rotundifolia Bojer)
- Dombeya tiliacea (Endl.) Planch. (= Xeropetalum tiliaceum Endl.)
- Dombeya tsaratananensis (Hochr.) Arènes (= D. ficulnea var. tsaratananensis Hochr.)
- Dombeya umbellata Cav. (= Pentapetes umbellata Poir.)
- Dombeya wallichii Benth. et Hook.f. (= Astrapaea wallichii Lindl.) –  "Tropical Hydrangea"